# بوينغ إكس-46
بوينغ إكس-46 (بالإنجليزية: Boeing X-46)‏ هي مركبة قتال جوي بدون طيار، ذات محرك نفاث واحد، أنتجت في الولايات المتحدة. من صناعة بوينغ.
طورت من قبل البحرية الأمريكية وداربا لتحل محل مركبة القتال الجوي البدون طيار والتي يجري تطويرها لسلاح الجو الأمريكي. في يونيو 2000، منح عقدين لتطوير نموذجين عرض إلى شركة بوينغ إكس-46إيه، وشركة نورثروب غرومان ل إكس-47إيه.